# كارل سوليفان
كارل سوليفان (بالإنجليزية: Carl Sullivan)‏ هو لاعب كرة قدم أمريكية أمريكي، ولد في 30 أبريل 1962.